# 李効輯
李効輯（1991年1月23日—）是臺灣男子籃球運動員，場上主打後衛位置。

## 生平
李効輯在國小時與同學成立籃球隊，國小六年級打進全國賽卻遭遇SARS疫情而停賽，國中沒有參加籃球校隊，高中原想報考體育班，但遭到家人與班導的阻止，最終妥協進入有籃球校隊的中和高中，高中三年級時因為學校的升學風氣不得參與校隊，高中畢業後升學至國立臺北大學，總計參加了五年大專籃球聯賽公開男二級，曾與一般生籌組球隊參加一般組賽事。2021年遇上臺灣籃壇擁有17支球隊盛況，於是自告奮勇聯繫超級籃球聯賽桃園璞園建築教練團爭取試訓機會，之後放棄從事三年的蝦皮客戶經理職務，在10月加盟桃園璞園建築。